# Autopagamento

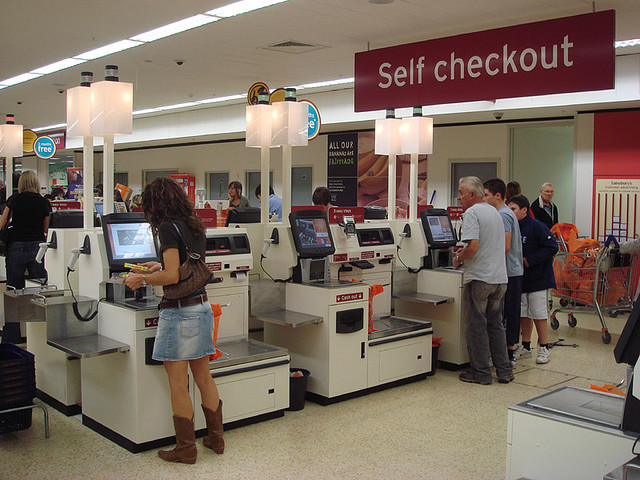
Máquinas de auto-pagamento em um supermercado.

O autopagamento é um recurso provido por máquinas em uma loja onde consumidores processam suas próprias compras e fazem seu próprio pagamento, sem o auxílio de operadores de caixa. As máquinas costumam incluir um leitor de código de barras, um ecrã tátil, balança, máquina de cartão ou módulo depositário para dinheiro em cédulas ou moedas.